# Бережко Олексій Володимирович
Олексі́й Володи́мирович Бережко — старшина Збройних сил України.

## Короткі відомості
Старшина 40-ї бригади тактичної авіації. В жовтні-листопаді 2014-го у складі зведеного загону повітряних сил України під постійним обстрілом відбивав атаки терористів на аеропорт. Виконував роль і снайпера, і коректувальника, й зенітника, російське «телебачення» називало підрозділ «польським спецназом».

## Нагороди
За особисту мужність і героїзм, виявлені у захисті державного суверенітету та територіальної цілісності України, вірність військовій присязі під час російсько-української війни нагороджений
- орденом Богдана Хмельницького III ступеня.